# دوري الدرجة الأولى الأوكراني 2012–13
دوري الدرجة الأولى الأوكراني 2012–13 (بالأوكرانية: Чемпіонат України з футболу 2012—2013: перша ліга)‏ هو الموسم 13 من Naiste Meistriliiga ‏. أقيم خلال الفترة 13 يوليو 2012 وحتى 8 يونيو 2013، وأشرف على تنظيمه اتحاد أوكرانيا لكرة القدم، وكان عدد الأندية المشاركة فيه 18، وفاز فيه FC Sevastopol ‏.